# Hobart
 For alternative betydninger, se Hobart (flertydig). (Se også artikler, som begynder med Hobart)
Hobart er hovedstad og største by i den australske stat og ø Tasmanien. Byen er den mindste og sydligst beliggende af de australske statshovedstæder. Den blev grundlagt i 1803 som en straffekoloni og er Australiens næstældste hovedstad efter Sydney. Hobart ligger på det sydøstlige Tasmanien ved floden Derwent Rivers udmunding, og store dele af byen ligger på indvunden land. Byens havn er den næstdybeste naturlige havn i verden. Udsigten over byen domineres af det 1.271 meter høje Kunanyi/Mount Wellington.
Metropolområdet betegnes ofte Greater Hobart for at adskille det fra City of Hobart, som er et af Hobarts fem lokalregeringsområder. I juni 2015 havde metropolområdet omkring 221.000 indbyggere. Byen er Tasmaniens finansielle og administrative centrum. Hobart er hjemhavn for Australiens og Frankrigs operationer i Antarktis. Byen er også udgangspunkt for de mange turister, som besøger Tasmanien. I 2011/12 havde byen over 1,192 millioner gæster.

## Historie
Den første europæiske bosættelse på Tasmanien var en straffekoloni i 1803 ved Risdon Cove på den østlige bred af Derwent River, fremskyndet af briternes bekymring over franske ekspeditioner i området. I 1804 blev bosættelsen flyttet til Hobarts nuværende placering ved Sullivans Cove. Byen, som oprindeligt hed Hobart Town eller Hobarton, er opkaldt efter Lord Hobart, den daværende britiske krigs- og koloniminister.
Områdets indfødte beboere var medlemmer af den halv-nomadiske Mouheneener stamme. Voldelige konflikter med de europæiske bosættere og de sygdomme, europæerne bragte med, reducerede hurtigt den indfødte befolkning dramatisk, som blev erstattet af flere frie bosættere og straffefanger.
I 1824 blev Tasmanien, som dengang hed Van Diemens' Land, udskilt fra New South Wales som en selvstændig koloni med Hobart Town som hovedstad.
Charles Darwin besøgte Hobart Town i februar 1836 på den anden rejse med HMS Beagle. Han skrev om Hobart og Derwents udmunding i sin Voyage of the Beagle:
...De lavere liggende dele af bakkerne ned til bugten er ryddet. De lysegule kornmarker og de mørkegrønne kartoffelmarker ser meget frodige ud... Jeg blev meget overrasket over hvor få store huse, der var bygget eller under bygning. Hobart Town, havde ved folketællingen i 1835 13.826 indbyggere og hele Tasmanien 36.505.
Derwent River er en af Australiens bedste dybvandshavne og den var centrum for sæl- og hvalfangst på den sydlige halvkugle i den første del af det 19. århundrede. Sælfangsten varede dog kun til 1830'erne og hvalfangsten faldt samtidigt til et lavere niveau. Nye aktiviteter to over. Eksport af uld blev en vigtig indtægtskilde og skibsbyggeri blev en stor industri. Tasmanien havde velegnet træ til skibsbygning og i 1850 blev der bygget flere skibe i Hobart Town end i resten af Australien til sammen. Indbyggertallet var omkring 60.000 og Hobart Town var en moderne by i vækst, som allerede 21. august 1842 havde fået britisk status som city.
Hobart Town blev hårdt ramt af den victorianske guldfeber i 1850'erne, som førte til udvandring fra Van Diemen's Land. Da transporten af straffefanger samtidig stoppede i 1853 førte det til arbejdsmangel i byen. Hobart Town fortsatte dog sin udvikling. Van Diemen's Land blev en uafhængig britisk koloni i 1856 og skiftede navn til Tasmanien. Hobart Town blev omdøbt til Hobart i starten af 1881.
Hobart blev som resten af Australien ramt af depressionen i 1890'erne. Alligevel åbnede i 1893 en elektrisk sporvognslinje i Hobart som det første sted på den sydlige halvkugle. I løbet af få år blev et stort netværk opbygget, som også understøttede forstædernes udvikling. Efter depressionen begyndte en industriudvikling, der gjorde Hobart mindre afhængig af landbruget.
I 1943 åbnede Hobart Bridge, som var en pontonbro over Derwent River. Den åbnede op for, at Hobart kunne udvides på vestsiden af floden. Broen blev i 1964 erstattet af Tasman Bridge.
Lanherne Airport, som i dag hedder Hobart International Airport, åbnede i 1956.

## Geografi

### Topografi
Hobart er beliggende ved Derwent Rivers udmunding i det sydøstlige Tasmanien. Geologisk ligger Hobart overvejende ovenpå diabas fra Jura-perioden ved foden af bakkerne afbrudt af mindre områder med siltsten fra Trias og muddersten fra Perm. Hobart strækker sig på begge sider af Derwent River. På vestsiden fra Derwent-dalen i nord gennem de fladere områder ved Glenorchy, som ligger på sedimenter fra Trias, til de bakkede områder ved New Town i Lenah Valley. Disse områder ligger på diabas-aflejringer fra yngre Jura. Herfra strækker Hobart sig til de lavere områder ved Sandy Bay i syd ved Derwents udmunding. Syd for Derwents udmunding ligger Storm Bay og Tasman Peninsula.
Den østlige bred strækker sig fra Derwent-dalen i sydlig retning langs Meehan Range mod øst, før den spreder sig i fladlandet med forstæder som Bellerive. Disse flade områder på den østlige bred ligger på langt yngre aflejringer fra Kvartær-perioden. Derfra strækker byen sig i østlig retning gennem Meehan Range til de bakkede områder ved Rokeby og Oakdowns, indtil den når de flade områder ved Lauderdale.
En række sandstrande ligger ved Hobart. Ved Derwent Rivers udmunding ligger Sandy Bay, Cornelian Bay, Nutgrove, Kingston, Bellerive og Howrah. I Frederick Henry Bay ligger blandt andre Seven Mile, Roaches, Cremorne, Clifton og Goats.

### Klima
Hobart har et mildt tempereret oceanisk klima (Cfb) i Köppens klimaklassifikation. Den højest målte temperatur er 41,8 °C 4. januar 2013 og den laveste -2,8 °C 25. juni 1972 og igen 11. juli 1981. Årligt har Hobart i gennemsnit 40,8 solskinsdage, og sammenlignet med andre større australske byer den med 5,9 timer det mindste antal daglige solskinstimer. Ved sommersolhverv er dagen 15,2 timer, længere end i nogen anden australsk by.
Selvom Hobart sjældent får sne om vinteren, så er toppen på det nærtliggende Kunanyi/Mount Wellington ofte dækket med sne. I det 20. århundrede har de lavtliggende dele af Hobart kun fået sne gennemsnitligt hver 15. år. De ydre forstæder på Mount Wellingtons skråninger får oftere sne. Det skyldes kolde luftmasser fra Antarktis og deres højere beliggenhed. De snebærende skysystemer fortsætter ofte over Tasmanien og Victoria til Snowy Mountains i det nordlige Victoria og sydlige New South Wales.
| Klimadata for Hobart (1881–2015) | Klimadata for Hobart (1881–2015) | Klimadata for Hobart (1881–2015) | Klimadata for Hobart (1881–2015) | Klimadata for Hobart (1881–2015) | Klimadata for Hobart (1881–2015) | Klimadata for Hobart (1881–2015) | Klimadata for Hobart (1881–2015) | Klimadata for Hobart (1881–2015) | Klimadata for Hobart (1881–2015) | Klimadata for Hobart (1881–2015) | Klimadata for Hobart (1881–2015) | Klimadata for Hobart (1881–2015) | Klimadata for Hobart (1881–2015) |
| Måned                            | Jan                              | Feb                              | Mar                              | Apr                              | Maj                              | Jun                              | Jul                              | Aug                              | Sep                              | Okt                              | Nov                              | Dec                              | År                               |
| -------------------------------- | -------------------------------- | -------------------------------- | -------------------------------- | -------------------------------- | -------------------------------- | -------------------------------- | -------------------------------- | -------------------------------- | -------------------------------- | -------------------------------- | -------------------------------- | -------------------------------- | -------------------------------- |
| Rekord maks                      | 41,8                             | 40,1                             | 37,3                             | 31,0                             | 25,7                             | 20,6                             | 22,1                             | 24,5                             | 31,0                             | 34,6                             | 36,8                             | 40,6                             | 41,8                             |
| Maks °C                          | 21,7                             | 21,7                             | 20,2                             | 17,3                             | 14,5                             | 12,0                             | 11,7                             | 13,1                             | 15,1                             | 17,0                             | 18,7                             | 20,3                             | 16,9                             |
| Min °C                           | 11,9                             | 12,1                             | 10,9                             | 9,0                              | 7,0                              | 5,2                              | 4,6                              | 5,2                              | 6,4                              | 7,8                              | 9,3                              | 10,8                             | 8,4                              |
| Rekord min °C                    | 3,3                              | 3,4                              | 1,8                              | 0,7                              | −1,6                             | −2,8                             | −2,8                             | −1,8                             | −0,8                             | 0,0                              | 0,3                              | 3,3                              | −2,8                             |
| Nedbør mm                        | 47,6                             | 39,9                             | 44,9                             | 50,8                             | 46,4                             | 53,8                             | 52,5                             | 53,6                             | 53,2                             | 61,7                             | 54,3                             | 56,3                             | 614,8                            |
| Regnvejrsdage (≥ 0.2 mm)         | 10,9                             | 9,4                              | 11,3                             | 12,3                             | 13,6                             | 14,4                             | 15,4                             | 15,5                             | 15,3                             | 16,2                             | 14,1                             | 12,8                             | 161,2                            |
| Relativ fugtighed (%)            | 54                               | 55                               | 56                               | 59                               | 63                               | 67                               | 65                               | 60                               | 56                               | 56                               | 56                               | 56                               | 58                               |
| Månedlige solskinstimer          | 248                              | 206,2                            | 198,4                            | 159                              | 130,2                            | 117                              | 136,4                            | 155                              | 177                              | 201,5                            | 207                              | 229,4                            | 2.165,1                          |
| Source: Bureau of Meteorology    |                                  |                                  |                                  |                                  |                                  |                                  |                                  |                                  |                                  |                                  |                                  |                                  |                                  |

## Demografi
Ved folketællingen i 2011 var der 211.656 indbyggere i greater Hobart og City of Hobart havde 48.703 indbyggere. I 2011 var omkring 17,9% af greater Hobarts indbyggere født uden for Australien. De fleste var fra Storbritannien, New Zealand og Kina.
De største beskæftigelsesgrupper var højtuddannede (21.6%), kontor- og administrativt personale (16,1%), teknikere og håndværkere (13,8%), ledere (11.5%) og serviceerhverv (10.6%). Den ugentlige medianindkomst var $869 mod $1.027 i hele Australien.
Ved folketællingen i 2011 erklærede 58,6% af indbyggerne sig som kristne. De største kristne grupper var anglikanere (26,2%), katolikker (20,3%), medlemmer af det australske Uniting Church (3,4%) og presbyterianere og reformerte (1.9%). Derudover erklærede 29,3% sig som ikke-religiøse og 8,6% svarede ikke.
Hobart har et lille mormon-samfund på 642 (2011) med mødesteder i Glenorchy, Rosny og Glen Huon. Der er også en synagoge, hvor det jødiske samfund på 111 (2001) mødes. Hobart har også et Bahá'í uddannelsescenter.
I 2013 etablerede Hillsong Church sig i Hobart.

## Økonomi
Hobart er en travl havneby. Dens økonomi er stærkt afhængig af havet og den fungerer som centrum for Australiens og Frankrigs aktiviteter i Antarktis. Havnen udskiber omkring 2.000 tons gods om året til forskningsskibet Aurora Australis. Hobart er også en vigtig havn for krydstogtskibe med op til 40 skibe i løbet af sommermånederne.
Byen har mange andre industrier. Større lokale arbejdsgivere er Incat, der bygger katamaraner, zinkværket Nyrstar, Cascade Brewery, Cadbury's Chocolate Factory, Norske Skog og Wrest Point Casino. Der er også en del lettere industri samt en stor turistindustri. Besøgende kommer for at se det historiske centrum og velrenommerede restauranter og cafeer, såvel som et levende musik- og natteliv. Turisterne besøger også det store ugentlige marked på Salamanca Place, men bruger også byen som udgangspunkt for rejser rundt i resten af Tasmanien.
De sidste 15–20 år har der været en stor vækst i Hobarts vinindustri. Mange vingårde er kommet til i landdistrikter uden for Hobart som Coal River Wine Region og D'Entrecasteaux Channel. Moorilla Estate ved Berriedale er en af Australiens mest præmierede.

### Antarktiske baser
Havnen i Hobart bruges som base for de australske og franske programmer i Antarktis, da den ligger tæt på det østlige Antarktis og det Sydlige Ishav. Den franske isbryder l'Astrolabe benytter Hobart som hjemhavn. Havnen benyttes også af andre nationers forskningsskibe og af krydstogtsskibe, der sejler til Antarktis. Hobart International Airport bruges til flyvninger til Wilkins Runway ved Casey Station.
En række forretninger og organisationer understøtter de antarktiske ekspeditioner med produkter til det kolde klima, specielle serviceydelser og videnskabelig ekspertise. Hovedparten af disse er medlemmer af det statsstøttede Tasmanian polar network.
Hobart er hjemsted for en række videnskabelige institutioner, som beskæftiger sig med Antarktis og det Sydlige Ishav:
- Australian Antarctic Division
- Commission for the Conservation of Antarctic Marine Living Resources (CCAMLR)
- Agreement on the Conservation of Albatrosses and Petrels (ACAP)
- University of Tasmania (UTAS) - ekspertise i Antarktis og det Sydlige Ishav [21]
- Institute for Marine and Antarctic Studies (IMAS) (etableret af UTAS)
- Integrated Marine Observing System (IMOS)
- Antarctic Climate and Ecosystems Cooperative Research Centre (ACE-CRC)
- International Antarctic Institute (IAI) (ligger på UTAS)
- Southern Ocean Observing System (ligger på UTAS/ IMAS)
- CSIRO Marine and Atmospheric Research

## Byens struktur
Royal Tasmanian Botanical Gardens er et populært rekreativt område tæt på centrum. Det er den næstældste botaniske have i Australien, og den har en omfattende samling af planter.
Hadley's Orient Hotel på Murray Street er det ældste, stadigt fungerende hotel i Australien.
Det 1.271 meter høje Kunanyi/Mount Wellington, som kan nås gennem forstaden Fern Tree, dominerer Hobart. Mange beskrivelser af Hobart har benyttet frasen "beliggende ved foden af bakkerne" på grund af det kuperede terræn.
Tasman Bridge fra 1964 er også et unikt kendemærke for byen. Den forbinder den østlige og vestlige del af Hobart og er synlig fra mange steder i byen.
Hobart Synagogue er den ældste synagoge i Australien og et sjældent eksempel på ægyptisk nyklassicisme.

### Arkitektur
Hobart er kendt for sine velbevarede historiske bygninger. Mange af dem stammer fra de georgianske og victorianske perioder, som giver byen et præg af den gamle verden. For de lokale var det tidligere en ubehagelig påmindelse om byens fortid som straffekoloni, men i dag trækker det turister til. Områder i centrum som Salamanca Place har mange fredede bygninger. Historiske hjem og herskabsvillaer findes også i forstæderne.
Kelly's Steps er en trappe hugget ud i klippen i 1839 af skibsbygger og eventyrer James Kelly for at lave en genvej mellem Kelly Street og Arthur Circus i Battery Point til lagerbygningerne og dokkerne ved Salamanca Place. I 1835-1840 tegnede og byggede John Lee Archer sandstensbygningen Customs House, som vender ned mod bugten Sullivans Cove. Det var meningen, at det skulle være et toldhus, men det kom også til at rumme det tasmanske parlament. Toldmyndighederne flyttede ud i 1904. En pub med samme navn blev bygget i 1844 og den besøges traditionelt af sejlerne, når de har færdiggjort kapsejladsen fra Sydney til Hobart.
Hobart har også mange historiske kirker. Scots Church (tidligere kendt som St Andrew's) blev bygget i Bathurst Street fra 1834–36, og en lille sandstensbygning på kirkegården blev brugt som den første presbyterianske kirke. Salamanca Places lagerbygninger og Theatre Royal blev også bygget i denne periode. Den nyklassicistiske St George's Anglican Church i Battery Point stod færdig i 1838. Et tårn tegnet af James Blackburn blev tilføjet i 1847. Kirken St Joseph's blev bygget i 1840. St David's Cathedral, Hobarts første katedral, blev indviet i 1874.
Hobart har få høje bygninger i forhold til andre australske byer, hvilket til dels skyldes højderestriktioner, fordi man ønsker at bevare byens identitet.

## Kultur

### Kunst og underholdning
Tasmanian Symphony Orchestra spiller i Federation Concert Hall ved havnefronten. Det spiller koncerter hele året og er et anerkendt lille orkester. Hobart har også University of Tasmanias Australian International Symphony Orchestra Institute (AISOI), som består af unge musikere fra hele Australien såvel som fra udlandet. AISOI spiller offentlige koncerter de to første uger i december hvert år med fokus på symfonimusik. AISOI spiller, lige som Tasmanian Symphony Orchestra, sine koncerter i Federation Concert Hall.
Hobart har Australiens ældste teater, Theatre Royal, såvel som Playhouse theatre, Backspace theatre og mange mindre teatre. Byen har også tre Village Cinema biografkomplekser beliggende i Hobart centrum, Glenorchy og Rosny. State Cinema i North Hobart specialiserer sig i kunstneriske og udenlandske film.
Byen har længe haft en levende musikscene indenfor klassisk, jazz, folk, punk, hip-hop, electro, metal og rock. Internationalt anerkendte navne som heavy metal-grupperne Striborg og Psycroptic, indie-electro-grupperne The Paradise Motel og The Scientists of Modern Music, singer/songwriters Sacha Lucashenko (fra The Morning After Girls), Michael Noga (fra The Drones) og Monique Brumby, to tredjedele af indie-gruppen Love of Diagrams, post punkgruppen Sea Scouts, theremin-spiller Miles Brown, blues guitarist Phil Manning (fra blues-rock-gruppen Chain) og power-pop-gruppen The Innocents har alle haft succes uden for Australien. Derudover er stifteren af Violent Femmes, Brian Ritchie, flyttet til Hobart og har dannet gruppen The Green Mist. Ritchie står også bag den årlige internationale kunstfestival MONA FOMA, der holdes ved havnefronten i Salamanca Place i Princes Wharf, Shed No. 1. Hobart har mange betydelige festivaler som vinterens kulturelle højdepunkt Festival of Voices og Tasmaniens internationale kunstfestival Ten Days On The Island, der afholdes hvert andet år. Andre festivaler som Hobart Fringe Festival, Hobart Summer Festival, Southern Roots Festival, Falls Festival i Marion Bay og Soundscape Festival nyder godt af Hobarts kunstneriske miljøer.
Tasmanian Museum and Art Gallery fra 1848 ligger i Hobart. Meadowbank Estate vingård og restaurant har et vægmaleri af Tom Samek, som er lavet med støtte fra forbundsstaten. Museum of Old and New Art (MONA) åbnede i 2011 samtidig med den tredje årlige MONA FOMA festival. Det flere etager høje MONA Gallery er bygget direkte under gårdspladsen til det historiske Sir Roy Grounds hus med udsigt til Derwent River. Denne bygning er i dag indgang til MONA Gallery.
Det 17 etager høje Wrest Point Hotel Casino i Sandy Bay er tegnet af arkitekten Sir Roy Grounds. Det åbnede i 1973 som Australiens første legale kasino.
Byens natteliv koncentrerer sig primært omkring Salamanca Place, havnefronten, Elizabeth Street i North Hobart og Sandy Bay, men populære pubber, barer og diskoteker findes over hele byen. Store nationale og internationale musikarrangementer afholdes normalt i Derwent Entertainment Centre eller i Wrest Point Hotel Casino. Populære restaurantområder er Elizabeth Street i North Hobart og Salamanca Place ved havnefronten. Der er talrige etniske restauranter (bl.a. kinesisk, thai, græsk, pakistansk, italiensk, indisk og mexicansk). Den vigtigste forretningsgade i centrum er Elizabeth Street med gågaden Elizabeth Mall og General Post Office.

### Festivaler og andre arrangementer
Hobart er i sejlsportskredse kendt for at være målby i det årlige Sydney to Hobart Yacht Race, som starter i Sydney 2. juledag. Ankomsten af de store sejlbåde fejres som en del af Hobart Summer Festival, der er en mad- og vinfestival, som starter lige efter jul og varer til midt i januar. Taste of Tasmania er en vigtig del af festivalen, hvor lokale og besøgende kan smage lokal og international mad og vin.
Byen er mål for rallyløbet Targa Tasmania, som siden 1991 er blevet afholdt hvert år i april.
Den årlige tulipanfestival i Royal Tasmanian Botanical Gardens er en populær forårsfest.
Australian Wooden Boat Festival er en festival for træbåde, som afholdes hvert andet år i Hobart. Den bliver nu afholdt samtidigt med Royal Hobart Regatta, som startede i 1830 og er Tasmaniens ældste sportsbegivenhed.

### Sport
De fleste af Hobarts sportshold i de nationale turneringer repræsenterer hele Tasmanien og ikke kun byen.
Cricket er byens mest populære sportsgren. Tasmanian Tigers spiller sine hjemmekampe på Bellerive Oval på østbredden, Et nyt hold, Hobart Hurricanes repræsenterer byen i Big Bash League. Flere af de bedste cricketspillere har startet deres karriere på Bellerive Oval, heriblandt den tidligere australske landsholdsanfører Ricky Ponting.
Til trods for australsk fodbolds store popularitet i Tasmanien har staten ikke et hold i Australian Football League. Et tasmansk bud på et hold i AFL er dog et populært samtaleemne blandt fodboldfans og den tasmanske stat har meldt sig som potentiel sponsor til et AFL hold. I den lokale Tasmanian State League har Hobart fem klubber. Der er også andre ligaer som Southern Football League og Old Scholars Football Association, der spilles hver vinter.
Byen har to lokale rugby league hold (Hobart Tigers og South Hobart Storm), som spiller i Tasmanian Rugby League.
Tasmanien er ikke repræsenteret med hold i de bedste australske rækker inden for rugby league, rugby union, netball, fodbold eller basketball. Holdet "Oasis Hobart Chargers" repræsenterer dog Hobart i South East Australian Basketball League. Udover et bud på et hold i AFL prøver Hobart også at få et hold i fodboldturneringen A-League.
Hockey Tasmania har et herrehold (Tasmanian Tigers) og et damehold (Van Demons), som spiller i Australian Hockey League.
Byen var medvært ved basketball-mesterskaberne FIBA Oceania Championship 1975.

### Medier
Fem fjernsynsstationer sender gratis fjernsyn til Hobart:
- ABC Tasmania (ABT)
- SBS Tasmania (SBS)
- Southern Cross Seven Tasmania (TNT) - del af Seven Network
- WIN Television Tasmania (TVT) - del af Network Ten
- Tasmanian Digital Television (TDT) - del af Nine Network

Hver station sender en hovedkanal og flere supplerende kanaler:
1. ABC
2. ABC (ABC i HD)
3. ABC2/KIDS
4. ABC ME
5. ABC News 24
6. SBS
7. SBS HD (SBS i HD)
8. SBS Viceland
9. Food Network
10. NITV
11. Seven
12. 7HD (Seven i HD)
13. 7Two
14. 7mate
15. Racing.com
16. TDT Nine
17. 9HD (TDT i HD)
18. 9Gem
19. 9Go!
20. WIN
21. WIN HD (WIN HD i HD)
22. One
23. Eleven
24. TVSN
25. Gold

Den største leverandør af betalings-tv i Hobart er Foxtel, som sender via satellit, men der er også andre mindre leverandører.
Kommercielle radiostationer med licens til at sende til Hobart omfatter Triple M Hobart, Hit 100.9 og 7HO FM. Lokalradiostationer, der sender til en bred lytterskare omfatter den kristne Ultra106five, Edge Radio og 92FM. ABC's 5 radioprogrammer sendes til Hobart via 936 ABC Hobart, Radio National, Triple J, NewsRadio og ABC Classic FM.
| Station             | Frekvens |                 |
| ------------------- | -------- | --------------- |
| Energy FM           | 87.8 FM  | Kommerciel      |
| Triple J            | 92.9 FM  | Statsstøttet    |
| ABC Classic FM      | 93.9 FM  | Statsstøttet    |
| Hobart FM           | 96.1 FM  | Lokal           |
| Edge Radio          | 99.3 FM  | Lokal           |
| Hit 100.9           | 100.9 FM | Lokal           |
| 7HO FM              | 101.7 FM | Lokal           |
| SBS Radio           | 105.7 FM | Statsstøttet    |
| Ultra106five        | 106.5 FM | Kristen         |
| Triple M Hobart     | 107.3 FM | Kommerciel      |
| ABC Radio National  | 585 AM   | Statsstøttet    |
| ABC NewsRadio       | 747 AM   | Statsstøttet    |
| 7RPH                | 864 AM   | Lokal           |
| 936 ABC Hobart      | 936 AM   | Statsstøttet    |
| Rete Italia         | 1611 AM  | Italiensk radio |
| NTC Radio Australia | 1620 AM  | Lokal           |

Hobarts største avis er The Mercury, som blev grundlagt af John Davies i 1854 og er udgivet lige siden. Avisen er nu ejet og drevet af Rupert Murdochs News Limited.

## Administration
Greater Hobart udgøres af fem lokalregeringsområder: City of Hobart, City of Glenorchy, City of Clarence, Municipality of Kingborough og Municipality of Brighton. Lokalregeringerne står for byplanlægning op til en vis størrelse, renovation og vandforsyning. De fleste større arrangementer som Taste of Tasmania og Hobart Summer Festival finansieres af den tasmanske stat sammen med City of Hobart. Byplanlægning i Hobart centrum, især de fredede områder som Sullivans Cove, overvåges nøje af den tasmanske stat, hvis parlamentsbygning ligger ved havnefronten.

## Uddannelse
University of Tasmanias største universitetsområde ligger i forstaden Sandy Bay. Universitetet har flere kollegier som Christ College, Jane Franklin Hall og St John Fisher College. Andre universitetsområder er beliggende i Launceston og Burnie.
Greater Hobart har 122 grundskoler, sekundærskoler (high schools) og erhvervsskoler fordelt over Clarence, Glenorchy, Hobart City, Kingborough og Brighton. Disse skoler er en blanding af offentlige, katolske, private og uafhængigt drevne. De fleste ligger i de tætbefolkede områder i vest og i centrum. Hobart har også et stort Polytechnics College (tidligere TAFE Tasmania) for erhvervsuddannelser.

## Infrastruktur
Den eneste offentlige transport i Hobart er det statsejede Metro Tasmanias busser. Hobart havde tidligere sporvogne, men de blev lukket i starten af 1960'erne. Sporene kan stadig ses i Hobarts ældre gader. Indtil 1968 var der også seks ruter med trolleybusser i byen.
Tasmanien har heller ikke passagertog længere. Tasmanian Government Railways havde passagertog til forstæderne indtil 1974 og regionale togstrækninger indtil 1978. I de senere år har der dog været en stigende interesse hos såvel byen som staten for at etablere en letbane langs de gamle spor i nord-syd korridoren. Den skulle være et hurtigt, effektivt og miljøvenligt alternativ til trafikpropperne i myldretiden.
Hovedvejene i byområdet er Brooker Highway til Glenorchy og de nordlige forstæder, broerne Tasman Bridge og Bowen Bridge over floden til Rosny og den østlige by. East Derwent Highway fører til Lindisfarne og Geilston Bay. Northwards går til Brighton. South Arm Highway går til Howrah, Rokeby, Lauderdale og Opossum Bay og endelig er der Southern Outlet, som går mod syd til Kingston og D'Entrecasteaux Channel. Hovedvejene ud af byen er Lyell Highway mod vestkysten, Midland Highway til Launceston og det nordlige Tasmanien, Tasman Highway til østkysten og Huon Highway til det sydligste Tasmanien.
Tidligere var der færgeruter fra det østlige Hobart til centrum. De var en vigtig del af det offentlige transportnet, men manglende statslig støtte og privat investorinteresse førte til lukning af færgeruterne. Pendlere til Hobart må i dag må tage bus eller egen bil. En vandtaxiservice mellem den østlige del af byen og centrum giver dog et alternativ til Tasman Bridge.
Hobarts vigtigste lufthavn er Hobart International Airport med flyvninger til/fra Melbourne (Qantas, Virgin Australia, Jetstar Airways og Tiger Airways Australia), Sydney (Qantas, Jetstar og Virgin), Brisbane (Virgin), Gold Coast (Jetstar) og Canberra (Virgin). Den mindre Cambridge Aerodrome benyttes hovedsageligt af små charterfly, som tilbyder lokale turistflyvninger.

## Kendte indbyggere

### Kultur
- Essie Davis, skuespiller
- Richard Flanagan, skuespiller
- Errol Flynn, Hollywood skuespiller
- Ernest, Tasman og Arthur Higgins, brødre og pionerer indenfor cinematografi i stumfilmsæraen
- Don Kay, australsk klassisk komponist
- Constantine Koukias, græsk-australsk komponist og flautist
- Louise Lovely, den første australske skuespiller, der fik succes i Hollywood
- Richard Morgan, skuespiller, mest kendt for rollen som Terry Sullivan i den australske TV-serie The Sullivans.
- Tara Morice, skuespiller
- Gerda Nicolson, skuespiller
- Brian Ritchie, musiker, bassist i Violent Femmes
- Clive Sansom, digter og skuespilforfatter
- Don Sharp, skuespiller
- Michael Siberry, skuespiller
- Jaason Simmons, skuespiller bedst kendt for sin rolle som livredderen Logan Fowler i TV-serien Baywatch
- Freya Stafford, skuespiller som har været med i TV-programmer som Head Start og White Collar Blue skrækfilmen The Clinic fra 2010

### Sport
- Ricky Ponting – cricketspiller, anfører på det australske landshold
- Roy Cazaly – australsk fodboldspiller som døde i 1963 i Hobart, medlem af Australian Football Hall of Fame
- Rodney Eade – australisk fodboldspiller som spillede 259 kampe for Hawthorn og Bears, tidligere manager for Western Bulldogs indtil 2011, nuværende manager for Gold Coast Suns.
- Brendon Gale – tidligere australsk fodboldspiller og nu administrerende direktør for Richmond Football Club
- Royce Hart – australsk fodboldspiller, medlem af Australian Football Hall of Fame og med på 'Århundredets hold'
- Peter Hudson AM – australsk fodboldspiller som regnes for en af de bedste angribere i spillets historie, medlem af Australian Football Hall of Fame
- Peter 'Percy' Jones – australsk fodboldspiller, spillede 249 kampe Carlton Blues i VFL
- Alastair Lynch – australsk fodtboldspiller, som spillede 306 kampe for Fitzroy, Brisbane Bears og Brisbane Lions, inklusiv Grand Final i 2001, 2002, 2003 og 2004
- Eddie Ockenden – midtbanespiller og angriber på det australske hockeylandshold
- Tim Paine – cricketspiller, australsk landsholdsspiller
- Jack Riewoldt – australsk fodboldspiller for Richmond, vinder af Coleman Medal 2010 og 2012 og Jack Dyer Medal i 2010, fætter til Nick.
- Nick Riewoldt – australian fodboldspilller, anfører for St Kilda Football Club
- Ian Stewart – australian fodboldspiller som spillede 127 kampe for St Kilda og medlem af Australian Football Hall of Fame
- Max Walker – australsk fodboldspiller og landsholdsspiller i cricket, mediekommentator, forfatter og foredragsholder
- Paul Williams – australsk fodboldspiller med 306 kampe for Collingwood og Sydney samt træner for Western Bulldogs
- Cameron Wurf – australsk landevejsrytter, der kører for Cannondale Pro Cycling Team

### Andre
- Elizabeth Blackburn, Nobelprisvinder i fysiologi eller medicin
- Bob Brown, politiker, tidligere leder af Australian Greens
- William Buckley, undsluppen straffefange som levede med Wathaurung-folket på Bellarine Peninsula i mere end 30 år
- Alec Campbell, længst overlevende krigsveteran fra Gallipoli
- Peter Conrad, akademiker og forfatter som nu forelæser på Christ Church, Oxford
- Mary Donaldson, Dronning af Danmark
- Helene Chung Martin, journalist og forfatter, var den første journalist på ABC af asiatisk afstamning
- Bernard Montgomery, general som deltog i begge verdenskrige og kendt som vinder af slaget ved El Alamein
- Alexander Pearce, straffefange og kannibal
- Joseph Potaski, straffefange og første polak i Australien
- Harry Smith, officer der ledede D Company, 6 RAR under Battle of Long Tan i Vietnamkrigen
- David Walsh, kunstsamler og grundlægger af Museum of Old and New Art
- Charles Wooley, journalist, mest kendt fra Channel Nine's 60 Minutes

## Venskabsbyer
- Yaizu, Shizuoka Præfektur, Japan (1977)[33]
- L'Aquila, Abruzzo, Italien (1980)[34]
- Xi'an, Shaanxi, Kina (2015)[35]